# Хорография
Хорография (от др.-греч. χῶρος — «местность» и γράφω — «описываю») — раздел географии, использующий описательные методы в анализе своеобразных черт местностей.

## Античность
Клавдий Птолемей во вводной главе «Руководства по географии» трактовал хорографию в противоположность географии, основывающейся на точных математических методах, как скорее искусство, обращающее внимание на детали, нежели науку, стремящуюся к обобщению.

…хорографии необходимо изображение отдельных мест, и никто не стал бы заниматься хорографией, не умея рисовать. Географии же это совершенно не нужно, так как она изображает положение и очертания с помощью одних только линий и условных знаков. Вследствие этого хорография нисколько не нуждается в математическом методе, а в географии это — самая главная часть.— Клавдий Птолемей, «Руководство по географии» (I, 1)
География, как её понимал Птолемей, занимается измерениями Земли как целого и взаимного положения её частей. Хорография же занимается изображением отдельных местностей, причём таким, чтобы получившиеся схематические карты были хорошо читаемыми.

## Ренессанс
Термин получил новое распространение в эпоху Ренессанса, после того, как «География» Птолемея была издана типографским способом. Хорографы того времени сочетали картографические методы и изображения видов местности, а также литературные описания различных находящихся на этой местности достопримечательностей. К началу XVIII века этот термин выходит из употребления.

## Китай
В Китае традиция написания «локальных газет» (地方志) имеет многовековую историю. К настоящему времени сохранилось свыше 7000 газет, главным образом со времён династий Мин и Цин. В 80-е гг. 20 века традиция публикаций дифаньчжи была восстановлена.